# Имренли
Имренли (на гръцки: Κυνηγός, Кинигос, до 1928 година Ιμρενλή, Имренли) е бивше село в Гърция, разположено на територията на дем Места (Нестос), административна област Източна Македония и Тракия.

## География
Имренли е било разположено на 500 m надморска височина в Урвил североизточно от Кавала и югозападно от Платамонас (Оладжак) на пътя Кавала - Кръстополе (Ставруполи).

## История

### В Османската империя
В XIX век Имренли е село в Саръшабанската каза на Османската империя. Съгласно статистиката на Васил Кънчов („Македония. Етнография и статистика“) към 1900 година Емренли е турско селище и в него живеят 175 турци.

### В Гърция
В 1913 година селото попада в Гърция след Междусъюзническата война. През 20-те години турското му население се изселва по споразумението за обмен на население между Гърция и Турция след Лозанския мир и на негово място са заселени 10 семейства гърци бежанци или 47 души. В 1928 година името му е сменено на Кинигос.
Българска статистика от 1941 година показва 650 жители.
Селото се разпада по време на Гражданската война (1946 - 1949), след която не е обновено.
| Година    | 1913 | 1920 | 1928 | 1940 | 1951 | 1961 | 1971 | 1981 | 1991 | 2001 | 2011 | 2021 |
| --------- | ---- | ---- | ---- | ---- | ---- | ---- | ---- | ---- | ---- | ---- | ---- | ---- |
| Население | 165  | 143  | 32   | 166  |      |      |      |      |      |      |      |      |